# 발레 음악
발레 음악이란 발레 공연을 위해 작곡된 음악의 형식을 말한다. 음악이 발레에서 결여될 수 없는 요소임은 새삼스럽게 말할 나위도 없다. 음악을 수반하지 않는 발레는 존재하지 않는다. 무용은 음악의 템포나 리듬, 또는 그 소절(小節)에 따라 안무되고 추어진다. 그러한 의미에서 음악은 무용을 규제(規制)하는 중요한 구실을 한다. 따라서 음악의 내용 여하에 따라 발레의 성과가 결정될 정도로 중요하다.
고전 발레의 음악은 심포니(교향곡)의 형식으로 쓰이고 연주는 오케스트라(管絃樂)에 의한다. 그것은 발레가 많은 인원이 추는 춤이라는 점에 그 원인이 있다. 음악은 정경(情景)과 무용의 두 부분으로 나뉜다. 정경 가운데에도 댄스 신이 없는 것은 아니나 정경은 주로 극적인 내용의 장면 설정이라든가 묘사 및 극의 진행에 필요한 음악이며, 무용 음악의 부분은 예컨대 파 드 되처럼 주로 솔리스트들이 추기 위한 음악이다. 그것들은 솔리스트나 코르 드 발레의 출입에서 그 발걸음 수까지 계산되고 댄스 파트도 미리 안무자(按舞者)와 협의하여 결정된다. 그 범위내에서 작곡가가 자유롭게 악상(樂想)을 발전시키는 것이다. 
발레와 공동으로 내용을 표현하고 진행시키는 중요한 구실을 지니며, 동시에 음악으로서의 예술적인 독자성을 갖추고 있어야만 한다. 그런데 그와 같은 발레가 태어난 것은 겨우 19세기 이후부터였다. 그 이전에는 대개가 반주음악적인 역할밖에 다하지 못했던 것이다. 19세기 이후에도 발레 음악은 주로 기능인적(技能人的)인 발레 작곡가의 손에 맡겨져 있어서 그들은 기성의 발레 악곡 가운데에서 적당히 선택한 무용곡을 주어 안무자의 주문에 응하고 있었던 경우가 많았다. 그것이 현재처럼 예술적인 발레음악으로까지 승화한 것은 19세기 말에 차이콥스키가 앞서 말한 발레작품을 위한 음악을 작곡한 이후부터이다.